# Philip Freere
Philip Freere (ur. 11 września 1996) – australijski siatkarz, grający na pozycji przyjmującego. Od sezonu 2018/2019 występuje w drużynie Mjølnir.

## Sukcesy klubowe
Puchar Wysp Owczych:
- 2019[2], 2020

Mistrzostwo Wysp Owczych:
- 2019